# Piprita de capell
El piprita de capell (Piprites pileata) és una espècie d'ocell de la família dels tirànids (Tyrannidae).

## Hàbitat i distribució
Habita boscos de les terres baixes de la costa sud-oriental del Brasil i nord-est de l'Argentina.